# Сантана-ду-Мату
Сантана-ду-Мату (порт. Santana do Mato)  —  район (фрегезия) в Португалии,  входит в округ Сантарен. Является составной частью муниципалитета  Коруше. По старому административному делению входил в провинцию Рибатежу. Входит в экономико-статистический  субрегион Лезирия-ду-Тежу, который входит в Рибатежу. Население составляет 1258 человек на 2001 год. Занимает площадь 102,27 км².